# フルオロニウム
フルオロニウム(英語: fluoronium)は、化学式H2F+の無機カチオンである。非常に強い酸で、薄いフルオロニウム溶液は腐食性があり、皮膚に損傷を与える。フッ化水素のプロトン化か自己イオン解離によって生成する。
HF + H+ → H2F+
または
3HF ⇌ H2F+ + HF−
2
フルオロニウムイオンは、水やアザニドと等電子である。
他のハロニウムイオンを含む安定な有機化合物は1970年代から知られていたが、フルオロニウムのアナログは、2013年に不安定で半減期が短いものが発見されるまで知られていなかった。
フルオロニウムイオンの力学的な不安定性は、フルオロアンチモン酸の非常に強い酸性の原因になっている。